# Kairjú
Kairjú (japonsky 海龍, česky: Mořský drak) byla dvoumístná sebevražedná miniponorka odvozená od miniponorky Typu A (KO-GATA). Do služby byla přijata roku 1945. Z plánovaných 760 miniponorek tohoto typu se do japonské kapitulace podařilo dokončit 213. Jejich hlavním úkolem byla obrana Japonska proti očekávanému spojeneckému vylodění (viz Operace Downfall). Provedení invaze zabránila japonská kapitulace, takže miniponorky Kairjú nebyly bojově nasazeny.

## Stavba

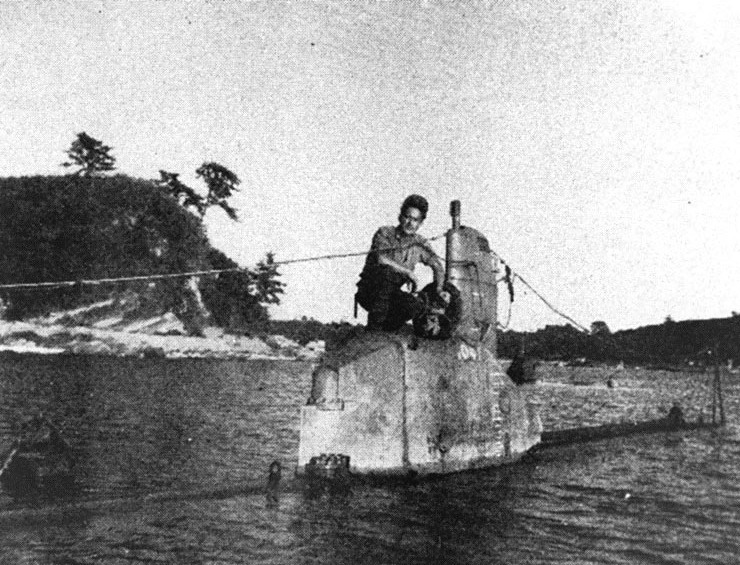
Ukořistěná miniponorka Kairjú

Vývoj miniponorek začal roku 1943 a do služby byly přijaty roku 1945. Sériová výroba byla zahájena v únoru 1945. Pro urychlení stavby byla každá ze tří sekcí ponorky vyráběna odděleně. Většina vyrobených miniponorek byla postavena v loděnicích v Jokosuce. Japonské námořnictvo v září 1945 plánovalo stavbu až 760 miniponorek Kairjú. V době japonské kapitulace bylo 213 člunů dokončeno a dalších 207 v různém stupni rozestavění.

## Konstrukce

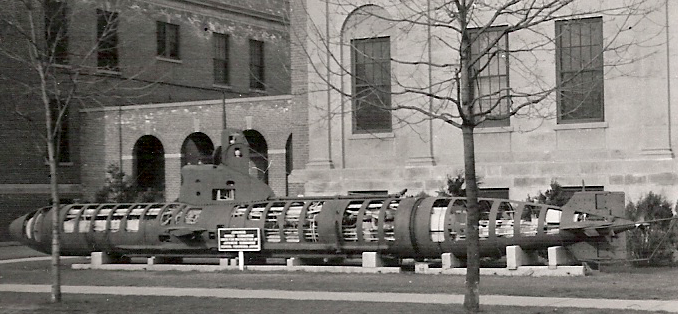
Ukořistěná miniponorka Kairjú vystavená na americké námořní základně v Grotonu

Svou koncepcí třída připomínala německé miniponorkoy Seehund. Posádku tořily dva muži. Do ponorky vstupovaly poklopem ve velitelské věžičce. Jejich pracoviště bylo přímo pod ní. Původní výzbroj miniponorek představovala dvě 450mm torpéda typu 91, ale kvůli nedostatku torpéd byla do přídě doplněna ještě 600kg nálož. V miniponorek se tak stala spíše řiditelná torpéda. Pohonný systém tvořil jeden benzínový motor DA-60 o výkonu 85 hp a jeden elektromotor o výkonu 80 hp, pohánějící jeden lodní šroub. Nejvyšší rychlost dosahovala 7,5 uzlu na hladině a deset uzlů pod hladinou. Dosah byl 450 námořních mil při pěti uzlech na hladině a 36 námořních mil při 3 uzlech pod hladinou.